# Rimska sveča
Rimska sveča je vrsta ognjemeta z dolgim tankim papirnatim tulcem, ki vsebuje plasti pirotehničnih »zvezd«. Ob sprožitvi ognjemet posamično izstreljuje goreče zvezde. Ima 20 do 30 strelov. Zaradi slabe kvalitete ali zastarelih izdelkov se nemalokrat zgodi, da se kakšen strel ne sproži.
Rimske sveče so zaradi potencialne nevarnosti povzročanja nesreč v nekaterih državah prepovedane.